# Bessé
Bessé é uma comuna francesa na região administrativa da Nova Aquitânia, no departamento de Charente. Estende-se por uma área de 7,67 km². Em 2010 a comuna tinha 119 habitantes (densidade: 15,5 hab./km²).